# Conotrochamminoides
Conotrochamminoides es un género de foraminífero bentónico de la familia Conotrochamminidae, de la superfamilia Verneuilinoidea, del suborden Verneuilinina y del orden Lituolida. Su especie tipo es Conotrochammina whangaia. Su rango cronoestratigráfico abarca el Holoceno.

## Discusión
Clasificaciones previas incluían Conotrochamminoides en el suborden Textulariina del orden Textulariida, o en el orden Lituolida sin diferenciar el suborden Verneuilinina.

## Clasificación
Conotrochamminoides incluye a la siguiente especie:
- Conotrochamminoides elongatus